# Furigana

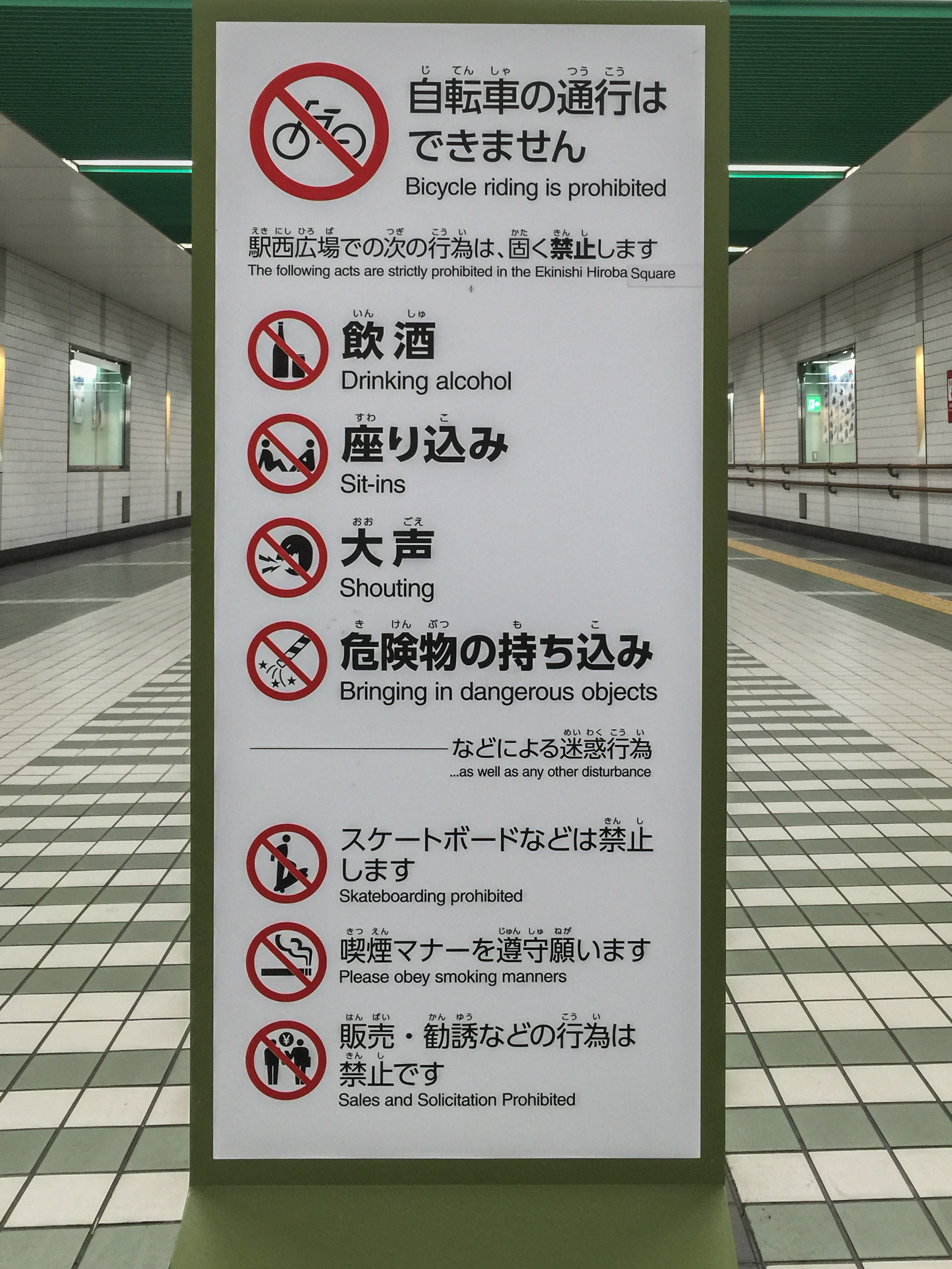
Furiganát is tartalmazó tábla

A furigana (japánul ふりがな) egy japán olvasási segédlet. Ezek kisebb nyomtatott kanából állnak, a kandzsi, vagy egyéb karakterek mellett, melyek a kiejtést mutatják. A vízszintes szövegben, a jokogaki a szöveg sora felett helyezkedik el, míg a függőleges szövegben a tategaki a szöveg sorától jobbra, illusztrálva az alatta, illetve mellette lévő szöveget. Ezek a rubi szöveg egyik típusát képezik. A furigana jomigana vagy rubi néven is ismert japánul.

## Példa
| 漢 | か ん |
| 字 | じ    |

| かん | じ |
| 漢   | 字 |

## Használata
Legfőképp gyerekek használják, akik még nem sajátították el a kandzsikat. Használják még nevek kiolvasásához, továbbá nyelvtanuláshoz is. A Japánban igen népszerű karaokénál is használatos a dalszövegeken.

## Megjelenítése HTML-ben
HTML-ben a furiganával ellátott szöveg a ruby elem segítségével jeleníthető meg, ezen belül az rt elemmel adható meg maga a furigana. Például a
```
<ruby>
才色兼備
<rt>さいしょくけんび</rt>
</ruby>

```

a következőképpen jelenik meg: 
才色兼備